# Де-Пуле, Михаил Фёдорович
Михаи́л Фёдорович Де-Пуле́ (12 [24] октября 1822 года, село Хренное, Липецкий уезд, Тамбовская губерния — 27 августа [8 сентября] 1885 года, Тамбов) — русский литературный критик, публицист и педагог.

## Биография
Сын отставного штабс-капитана Федора Карловича Де-Пуле — выходца из Лифляндии.
Мать, Варвара Ивановна, из рода Сотенских (потомков сына боярского Евсевия Сотенского), записанных в Дворянской родословной книге в 6-й части: Древние благородные дворянские роды..
Среди его предков со стороны матери был стряпчий Ларион Степанович Мерлин.
Учился в Козловском уездном училище (1833—1836), Воронежской гимназии (1836—1842), Харьковском университете (1842—1846), где среди его учителей был В. Я. Якимов, о котором Де-Пуле впоследствии опубликовал весьма неоднозначные отзывы.
Преподаватель русского языка и истории в Воронежском кадетском корпусе (1848—1865), с 1862 года одновременно помощник инспектора.
Входил в кружок Н. И. Второва. Продолжал его работу по изданию архивных материалов. Был редактором неофициальной части газеты «Воронежские губернские ведомости» (1862—1863).
С конца 1865 года служил инспектором 1-й виленской гимназии, в 1866 году — директором той же гимназии и уездных училищ. В 1865—1868 годах был редактором газеты «Виленский вестник» (в 1866 году совместно с А. И. Забелиным).
С 1868 года — чиновник особых поручений Главного управления военных учебных заведений в Санкт-Петербурге, затем инспектор Полтавской военной гимназии в Полтаве (1870—1875). Выйдя в отставку в чине действительного статского советника, последние годы жизни провёл в Тамбове, занимаясь литературным трудом.
В 2016 году главным хранителем Тамбовского областного краеведческого музея Л. Городновой на Воздвиженском кладбище г. Тамбова было обнаружено место захоронения М. Ф. Де-Пуле с надгробной плитой.

## Литературная деятельность
Помещал публицистические и литературно-критические статьи в «Московских ведомостях» (1857—1858), «Атенее» (1858), «Русской беседе» (1859). Под редакцией Де-Пуле вышел сборник «Воронежская беседа на 1861-й г.», в котором опубликованы русские пословицы, собранные А. В. Кольцовым, поэма «Тарас» и повесть «Дневник семинариста» И. С. Никитина.
Сотрудничал в журнале «Русское слово», где в 1859—1860 годах напечатал статьи о произведениях Марко Вовчка, И. С. Тургенева, Н. С. Кохановской, Д. В. Григоровича, И. С. Никитина. В журнале «Время» выступил со статьёй «Нечто о литературных мошках и букашках. По поводу героев г. Тургенева» (1861). Статьи печатал также в «Санкт-Петербургских ведомостях», газете «День», журнале «Заря». В 1875—1881 годах поместил ряд статей в журнале «Русский вестник», включая статью о Н. А. Некрасове (1878) и «Нигилизм, как патологическое явление русской жизни» (1881; отдельное издание Москва, 1881), и в газете А. С. Суворина «Новое время».
В Вильне выпустил свои книги «Краткое руководство к изучению прозаических сочинений» (1866) и «Старые писатели и новые педагогические на них взгляды» (1869).
Наиболее значительной работой Де-Пуле считается большой и насыщенный фактографией очерк о И. С. Никитине, первоначально публиковавшийся в «Виленском вестнике» (1867) и затем вошедший в книгу «Сочинения И. С. Никитина» (т. 1, Вильна, 1869). Ценной фактическим сведениями является также монография «А. В. Кольцов в его житейских и литературных делах и в семейной обстановке» (отдельно издание Санкт-Петербург, 1878).

## Педагогическая деятельность
Педагогические интересы Де-Пуле нашли своё выражение на страницах журнала «Филологические записки», выпускавшегося в Воронеже под редакцией его коллеги по Михайловскому кадетском корпусу А. А. Хованского. На эту тему здесь был опубликован целый ряд статей.